# 八木敏雄
八木 敏雄（やぎ としお、1930年7月8日 - 2012年2月22日）は、日本のアメリカ文学者、翻訳家。
成城大学名誉教授。

## 人物
福井県敦賀市出身。10歳ころ、天津日本芙蓉小学校に編入、天津日本中学校在学中に敗戦を迎え、1946年帰国、福井県立福井中学校に編入。
学制改革により福井県立藤島高等学校卒、1953年東京外国語大学英米語学科卒業後に母校の藤島高等学校教諭を務め、1956年成城学園高等学校教諭。
1969年より成城大学に勤務し、のち教授。2001年停年退職し名誉教授。
2010年瑞宝中綬章受章。
エドガー・アラン・ポー、ハーマン・メルヴィルを専門とし、多数の著書、翻訳を刊行。
2012年2月22日に心筋梗塞で死去。81歳歿。
長男の八木道雄は成城学園中学校高等学校教諭。

## 著書
- 『破壊と創造 エドガー・アラン・ポオ論』（南雲堂） 1968
- 『ポー グロテスクとアラベスク』（冬樹社） 1978
- 『『白鯨』解体』（研究社出版） 1986
- 『アメリカン・ゴシックの水脈』（研究社出版） 1992
- 『マニエリスムのアメリカ』（南雲堂） 2011

### 編著
- 『アメリカの文学』（志村正雄共著、南雲堂） 1983
- 『アメリカ! 幻想と現実』（編、研究社） 2001
- 『エドガ－・アラン・ポーの世紀 - 生誕200周年記念必携』（巽孝之共編、研究社） 2009

## 翻訳
- 『ポオ 黄金虫、黒猫ほか / ホーソン 緋文字』（講談社、世界文学全集14） 1969
「モルグ街の殺人」「黄金虫」「盗まれた手紙」「ライジーア」「あまのじゃく」「アモンティラードの樽」（八木敏雄訳）
※「アッシャー家の崩壊」「大渦の底へ」「黒猫」(小泉一郎訳)
※「ウィリアム・ウィルソン」「群衆の人」「煙に巻く」「眼鏡」「タール博士とフェザー教授の療法」(佐伯彰一訳)
※「ナンタケット生まれのアーサー・ゴードン・ピムの物語」(高松雄一訳)
※「緋文字」(ホーソン、大井浩二訳)
- 『ポオ 世界文学ライブラリー8』（講談社） 1971
「告げ口心臓」、「アモンティラードの樽」、「落とし穴と振子」、「赤死病の仮面」、「妖精の島」、「アーンハイムの地所」（八木敏雄訳）
※「モルグ街の殺人」、「黄金虫」、「盗まれた手紙」、「ライジーア」、「アッシャー家の崩壊」、「大渦の底へ」、「黒猫」、「ウィリアム・ウィルソン」、「群衆の人」、「煙に巻く」、「眼鏡」、「タール博士とフェザー教授の療法」、「息の紛失」、「あまのじゃく」（倉橋由美子訳）
- 『黄金虫 / 黒猫 / アッシャー家の崩壊』（ポオ、講談社文庫） 1971、のち改題『ポオのSF』全2巻 1979 -1980
- 『世界推理小説大系1　ポオ / ルル―』（講談社） 1973
「マリー・ロジェの秘密」、「盗まれた手紙」、犯人はお前だ」、「モルグ街の殺人」、「黄金虫」（ポオ、八木敏雄訳）
※「黄色い部屋の秘密」（ガストン・ルルー、石川湧訳）
- 『エドガー・アラン・ポー』（編訳、冬樹社） 1976
- 『エドガー・ハントリー』（C・B・ブラウン、国書刊行会） 1979
- 『告げ口心臓 E.A.ポオの生涯と作品』（ジュリアン・シモンズ、東京創元社） 1981
- 『完訳 緋文字』（ホーソーン、岩波文庫） 1992、ワイド版 2010
- 『おのれを賭して 現代アメリカ文学における探究の諸形態』（イーハブ・ハッサン、越川芳明・鷲津浩子・折島正司共訳、研究社出版） 1996
- 『白鯨』（ハーマン・メルヴィル、岩波文庫 全3巻） 2004
- 『黄金虫 / アッシャー家の崩壊 他九篇』（ポオ、岩波文庫） 2006
- 『ユリイカ』（ポオ、岩波文庫） 2008
- 『ポオ評論集』（岩波文庫） 2009

## 脚註
1. ↑  『著作権台帳』
2. ↑  “平成22年春の叙勲 瑞宝中綬章受章者” (PDF).  内閣府. p. 20 (2010年4月29日). 2010年9月23日時点のオリジナルよりアーカイブ。2023年5月22日閲覧。
3. ↑  成城大名誉教授（米文学）の八木敏雄氏が死去 産経新聞 2012年3月1日閲覧